# Jack Chambrin
Jack Chambrin, né le 26 mars 1919 à Rambouillet, et mort le 11 juillet 1983 à Créteil, est un peintre et graveur (bois gravé et lithographie) français. On le classe doublement parmi les peintres de l'École d'Alger et de la seconde École de Paris.

## Biographie

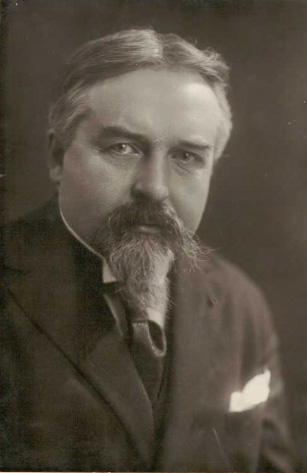
Maurice Denis

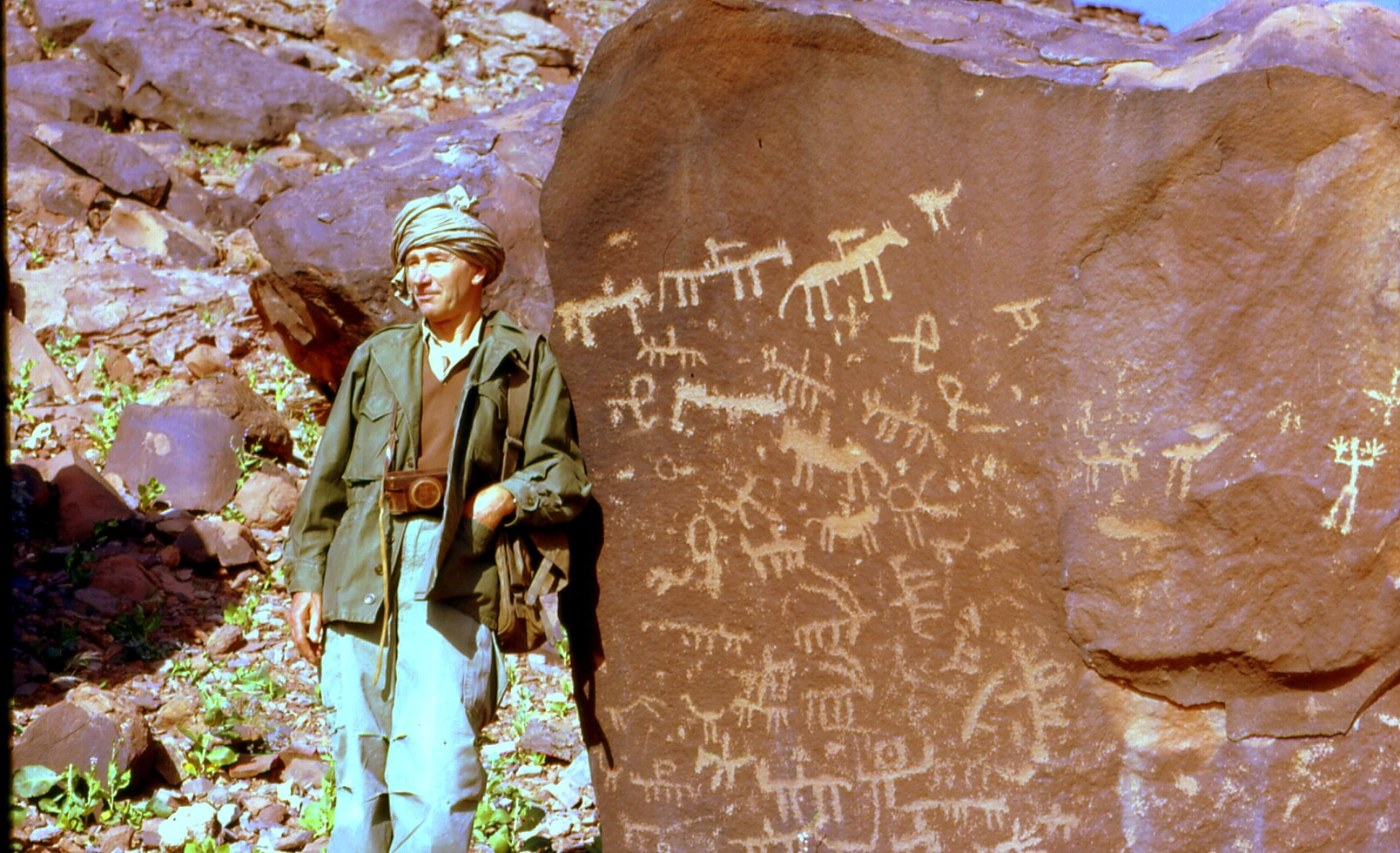
Henri Lhote dans le Sahara mauritanien

Jack Chambrin est l'élève de Maurice Denis, puis de Pierre-Eugène Clairin. « Farouchement indépendant, restitue Gérald Schurr, il se dégage très jeune des leçons de Maurice Denis pour demander instinctivement au Fauvisme, au cubisme puis à l'expressionnisme des exemples de discipline qui ordonnent son lyrisme naturel ».Boursier de l'État, prix national en 1950, il est nommé à la maison Descartes à Amsterdam en 1952 et parcourt la Hollande, l'Allemagne et la Scandinavie. Il obtient le prix de la commission du Tourisme, le prix Fénéon en 1954, et le prix Abd-el-Tif la même année. Il participe avec les autres lauréats d'Abd-el-Tif, Robert Martin et Georges Le Poitevin, à la mission Henri Lhote au Sahara en 1957. « Les peintures rupestres du désert, évoque encore Gérald Schurr, l'invitent alors à la fresque, à la décoration murale ; et la "muralité" constitue en effet l'un des caractères de ses compositions, où s'accroche vivement et vibre la lumière ». Pour Pierre Mac Orlan, c'est essentiellement au retour en Europe de Jack Chambrin que sa période algérienne portera réellement ses fruits, dans la luminosité accrue de ses toiles. 
Jack Chambrin participe aux principaux Salons de mai, d'automne, des Tuileries, des peintres témoins de leur temps, Comparaisons, et Salon du mur vivant. Devenant avec Jacques Van den Bussche, Philippe Cara Costea, Georges Feher et Alain Mongrenier artiste permanent de la Galerie Jean-Claude Bellier à Paris, il est nommé professeur à l'Institution Saint-Aspais de Melun, puis à l'Académie Frochot à Paris. Il reçoit le prix du Conseil général des Yvelines de Mantes-la-Jolie en 1980, puis le prix Roger-Worms de la Fondation Taylor en 1980. Il déclare que sa peinture « n'est ni abstraite, ni figurative, mais par contre elle est réaliste ». Il se rapproche dans ses compositions de l'école de peinture issue de Braque, Gromaire, Villon, Manessier, avec une influence fauve. Gérald Schurr perçoit que « rejetant l'anecdote et l'accident, le peintre, dans une polychromie ruisselante, riche et nourrie, nous communique son émotion devant le motif : un style frémissant et maîtrisé, un savant équilibre entre la représentation et l'expression ».
Passionné par les bonsaïs, Jack Chambrin publie en 1981 un Guide de l'amateur de bonsaï.
En 1982, Jack Chambrin est, avec Jean Bertholle, Roland Bierge, Paul Charlot, Jean Cornu, Albert Laurezo, Jean Marzelle, Roger Montané et Marcel Mouly, parmi les neuf artistes qui rompent avec le Salon d'automne pour créer un groupe autonome, l'association 109 prenant en 1983, année du décès de notre artiste, le nom de Biennale 109, organisant régulièrement la manifestation éponyme qui, par des hommages poshumes, entretiendra sa mémoire.
Jack Chambrin habitait au 4, rue Camille-Tahan, dans le dix-huitième arrondissement de Paris et était également attaché à la ville de Melun où une rue porte aujourd'hui son nom.

## Collections publiques
- Musée national des beaux-arts d'Alger.
- Musée de Melun, Vieilles maisons à Melun, passage Lebarbier, Vieux théâtre à Melun, Jardin des Carmes, La passerelle, huiles sur toiles.
- Établissement scolaire Les Capucins, Melun, 1959, deux panneaux décoratifs[8].
- Ministère des affaires étrangères, Paris.
- Fonds national d'art contemporain, Puteaux, dont dépôt mairie de Royan : Amsterdam, huile sur toile, 113x162cm.

## Collections privées
- Jean Bouret, Fête nocturne, huile sur toile 33x41cm, 1969[9].
- Guy Dupré[10].

## Contributions bibliophiliques
- André Henry, Bergson, maître de Péguy, enrichi d'un bois gravé original Portrait d'Henri Bergson par Jack Chambrin, Éditions Elvézir, 1948.
- Fernand Bridoux, Melun ville royale, illustrations de Jack Chambrin, Éditions du Syndicat d'initiatives de Melun, 1957[11].
- André Barrault, L'église Saint Aspais de Melun, illustrations de Jack Chambrin, Éditions Moussy, Gruot et Bonne, Meaux, 1964

## Expositions

### Expositions personnelles
- Oran, 1956.
- Galerie J.-C. de Chaudun, Paris, mars 1959[12].
- Galerie Jean-Claude Bellier, Paris, octobre-novembre 1966[13], octobre 1970[2].
- Artcurial, Paris, 1975.
- Dammarie-les-Lys, 1978.
- Château des Egrefins, 1980.
- Hommage à Jack Chambrin 1919-1983, musée de Melun, octobre-novembre 1983[14].
- Jack Chambrin et le groupe des 109, musée de Melun, 1988.
- Espace Saint-Jean, Melun, décembre 2003 - janvier 2004[15].

### Expositions collectives
- Salon d'automne, Paris, à partir de 1952[16].
- 7e Salon des indépendants -  Les jeunes peintres Abd-el-Tif : Maurice Bouviolle, Robert Martin, Jack Chambrin, Jean Gachet, salle Borde, Alger, mai 1956.
- Exposition organisée à l'occasion des États généraux du désarmement, Cercle Volney, Paris, mai 1963. toile exposée : Les stratèges[17].
- 1er Salon Biarritz - San Sebastian : École de Paris, peinture, sculpture, Casino Bellevue, Biarritz, juillet-août 1965, puis Musée San Telmo, Saint-Sébastien, août-septembre 1965[18].
- L'arbre et l'eau - René Aberlenc, Guy Bardone, Jack Chambrin, Pierre Garcia-Fons, René Genis, Hélène Girod de L'Ain, Jean Guignebert, Paul Guiramand; Dominique Mayet, Jean Miailhe, Roger Montané, Robert Savary, Bernardino Toppi, Albert Zavaro, Centre culturel du Val de Clouère, Château-Larcher, mai 1971.

## Réception critique
- « Des toiles lyriques et concises, aux grands rythmes libres mais rigoureux, un style fougueux et puissant aux harmonies parfaitement ordonnées. » - Gérald Schurr[14]